# Terquavion Smith
Pour les articles homonymes, voir Smith.
Terquavion Smith, né le  31 décembre 2002 à Greenville en Caroline du Nord, est un joueur américain de basket-ball évoluant au poste d'arrière voire de meneur. Il mesure 1,89 m.

## Biographie

### Carrière universitaire
Entre 2021 et 2023, il joue pour les Wolfpack de North Carolina State à l'université d'État de la Caroline du Nord.

### Carrière professionnelle
En juin 2023, il signe un contrat two-way aux 76ers de Philadelphie.

## Palmarès

### Lycée
- North Carolina Mr. Basketball en 2021

### Universitaire
- Second-team All-ACC en 2023
- ACC All-Rookie Team en 2022

## Statistiques

### Universitaires
| Saison    | Équipe               | Matchs | Titul. | Min./m | % Tir | % 3pts | % LF | Rbds/m. | Pass/m. | Int/m. | Ctr/m. | Pts/m. |
| --------- | -------------------- | ------ | ------ | ------ | ----- | ------ | ---- | ------- | ------- | ------ | ------ | ------ |
| 2021-2022 | North Carolina State | 32     | 25     | 31,6   | 39,8  | 36,9   | 69,8 | 4,12    | 2,09    | 1,31   | 0,47   | 16,25  |
| 2022-2023 | North Carolina State | 34     | 34     | 33,7   | 38,0  | 33,6   | 70,1 | 3,56    | 4,12    | 1,44   | 0,38   | 17,94  |
| Carrière  | Carrière             | 66     | 59     | 32,7   | 38,8  | 35,2   | 70,0 | 3,83    | 3,14    | 1,38   | 0,42   | 17,12  |